# Laguna La Encerrada
La laguna La Encerrada  es una laguna de agua dulce amazónica de Bolivia, ubicada en la provincia de Yacuma en el departamento del Beni al noreste del país, se encuentra a una altitud de 150 metros sobre el nivel del mar con unas dimensiones de 7,2 kilómetros de largo por 4,3 kilómetros de ancho y una superficie de 23,2 km², se encuentra en una zona de grandes lagos y lagunas entre los más importantes el Lago Rogaguado y Huaytunas.
La laguna tiene un perímetro costero de 25 kilómetros.